# Victor d'Aiglemont
Victor d'Aiglemont, general marquês d’Aiglemont, nascido em 1783, é um personagem da Comédia Humana, de Honoré de Balzac. É o esposo da Mulher de trinta anos.
Em 1813, atraente coronel de cavalaria, amante da duquesa de Carigliano, ele se casa com sua prima Julie de Chastillonest, impressionada pela vestimenta e presença do militar. O coronel participara das grandes batalhas do Império; o que não o impede de recuperar seu título e sua fortuna na Restauração. O rei o nomeia general da guarda pessoal e par da França. De uma natureza brutal e pouco amena, ele negligencia sua esposa sem saber lhe agradar. Ele a engana, notadamente com Madame de Sérisy, cujo irmão, o marquês de Ronquerolles, é seu amigo. Ele também é companheiro de farra de Théodore de Sommervieux.
Em 1821, ele próprio apresenta sua esposa ao médico Lord Arthur Grenville, por quem Julie se apaixona sem, todavia, ceder-lhe. Julie é involuntariamente responsável pela morte do digno lorde, que quis preservar a honra da jovem mulher.
Em 1827, sua fortuna, bem como a de seu primo Godefroid de Beaudenord, é devorada pela terceira liquidação do barão de Nucingen, depois da falência da operação das minas de Wortschin. Victor d'Aiglemont tenta especular, por sua vez, hipotecando os bens de sua esposa. Mas ele chega à ruína completa, e se vê obrigado a partir para a América, de onde volta em 1833, com fortuna feita. Desgastado por seus esforços, morre em 1835.
Personagem pouco atraente, que sua tia, a Marquesa de Listomère-Landon, considera com um certo desprezo, ele também aparece nos romances Ao "Chat-qui-pelote", A casa Nucingen, A duquesa de Langeais, Esplendores e misérias das cortesãs, Ferragus e A prima Bette.